# Antonio Quadranti
Antonio Quadranti (né le 26 août 1980 à Côme, en Lombardie) est un coureur cycliste italien.

## Biographie
Antonio Quadranti participe aux championnats du monde de 2001 à Lisbonne au Portugal. Il y prend la 16e place de la course en ligne des moins de 23 ans. En 2002, il remporte notamment le Giro delle Regione, le Gran Premio Capodarco et le Piccolo Giro di Lombardia.
Il devient coureur professionnel en juillet 2005, dans l'équipe Naturino-Sapore di Mare.

## Palmarès
- 2001
  - Coppa Pinot La Versa
  - 2e étape du Tour de la Vallée d'Aoste
  - 2e étape du Tour de Toscane espoirs
  - Gran Premio Ezio Del Rosso
- 2002
  - Gran Premio Montanino
  - Tour des régions italiennes :
    - Classement général
    - 1re, 4e et 5e étapes

  - Coppa Cicogna
  - Gran Premio Capodarco
  - Coppa Pinot La Versa
  - Coppa 29 Martiri di Figline di Prato
  - Tour de Lombardie amateurs
  - 3e du Giro del Valdarno
- 2004
  - Freccia dei Vini
  - Trofeo Sportivi di Briga
  - Coppa Città di San Daniele
  - 2e du Tour de Lombardie amateurs
- 2005
  - Gran Premio Città di Tremezzo
  - Trofeo Marco Rusconi
- 2008
  - 3e étape de la Cinturó de l'Empordà

## Classements mondiaux
| Année           | 2005 | 2006   | 2007 | 2008 |
| --------------- | ---- | ------ | ---- | ---- |
| UCI Asia Tour   |      | 169e   |      |      |
| UCI Europe Tour | 940e | 1 093e | 967e | 775e |